# Mestaruussarja 1950
La Mestaruussarja 1950 fu la quarantunesima edizione della massima serie del campionato finlandese di calcio, la ventesima come Mestaruussarja. Il campionato, con il formato a girone unico e composto da dieci squadre, venne vinto dall'Ilves-Kissat.

## Squadre partecipanti
| Club         | Città       | Stagione 1949                      |
| ------------ | ----------- | ---------------------------------- |
| Haka         | Valkeakoski | 1º posto in Suomensarja Länsilohko |
| Kullervo     | Helsinki    | 1º posto in Suomensarja Itälohko   |
| Ilves-Kissat | Tampere     | 7º posto in Mestaruussarja         |
| KIF          | Helsinki    | 3º posto in Mestaruussarja         |
| KTP          | Kotka       | 5º posto in Mestaruussarja         |
| KuPS         | Kuopio      | 8º posto in Mestaruussarja         |
| TPS          | Turku       | Campione di Finlandia              |
| TuVe         | Turku       | 6º posto in Mestaruussarja         |
| VPS          | Vaasa       | 2º posto in Mestaruussarja         |
| VIFK         | Vaasa       | 4º posto in Mestaruussarja         |

## Classifica finale
|  | Pos. | Squadra      | Pt | G  | V  | N | P  | GF | GS | DR  |
|  | ---- | ------------ | -- | -- | -- | - | -- | -- | -- | --- |
|  | 1.   | Ilves-Kissat | 25 | 18 | 10 | 5 | 3  | 38 | 17 | +21 |
|  | 2.   | KuPS         | 22 | 18 | 11 | 0 | 7  | 46 | 39 | +7  |
|  | 3.   | VIFK         | 20 | 18 | 7  | 6 | 5  | 38 | 28 | +10 |
|  | 4.   | KTP          | 19 | 18 | 7  | 5 | 6  | 36 | 37 | -1  |
|  | 5.   | VPS          | 18 | 18 | 6  | 6 | 6  | 34 | 33 | +1  |
|  | 6.   | KIF          | 18 | 18 | 8  | 2 | 8  | 45 | 46 | -1  |
|  | 7.   | TPS          | 17 | 18 | 7  | 3 | 8  | 36 | 37 | -1  |
|  | 8.   | Haka         | 17 | 18 | 7  | 3 | 8  | 37 | 46 | -9  |
|  | 9.   | TuVe         | 14 | 18 | 5  | 4 | 9  | 25 | 34 | -9  |
|  | 10.  | Kullervo     | 10 | 18 | 2  | 6 | 10 | 22 | 40 | -18 |

Legenda:
      Campione di Finlandia
      Retrocesse in Suomensarja
Note:
Due punti a vittoria, uno a pareggio, zero a sconfitta.